# Lista statków typu Liberty według numeru kadłuba (601–750)
Ta strona przedstawia listę statków typu Liberty posortowaną według numeru kadłuba nadanego przez Komisję Morską (ang. Maritime Commission).
| Numer MC | Nazwa jednostki              | Patron                                  | Typ jednostki | Położenie stępki     | Wodowanie            | Los |
| -------- | ---------------------------- | --------------------------------------- | ------------- | -------------------- | -------------------- | --- |
| 601      | SS „Frank B. Kellogg”        | Frank B. Kellogg                        | standardowy   | 1 listopada 1942     | 28 listopada 1942    | złomowany w 1962 |
| 602      | SS „Carl Schurz”             | Carl Schurz                             | standardowy   | 4 listopada 1942     | 30 listopada 1942    | złomowany w 1961 |
| 603      | SS „Henry Barnard”           | Henry Barnard                           | standardowy   | 7 listopada 1942     | 2 grudnia 1942       | złomowany w 1961 |
| 604      | SS „John S. Copley”          | John S. Copley                          | standardowy   | 9 listopada 1942     | 5 grudnia 1942       | złomowany w 1959 |
| 605      | SS „Charles Willson Peale”   | Charles Willson Peale                   | standardowy   | 11 listopada 1942    | 7 grudnia 1942       | złomowany w 1960 |
| 606      | SS „Edwin Booth”             | Edwin Booth                             | standardowy   | 14 listopada 1942    | 9 grudnia 1942       | złomowany w 1969 |
| 607      | SS „Joseph Jefferson”        | Joseph Jefferson                        | standardowy   | 16 listopada 1942    | 11 grudnia 1942      | złomowany w 1961 |
| 608      | SS „Richard Mansfield”       | Richard Mansfield                       | standardowy   | 18 listopada 1942    | 13 grudnia 1942      | złomowany w 1959 |
| 609      | SS „John Burke”              | John Burke                              | standardowy   | 20 listopada 1942    | 15 grudnia 1942      | trafiony przez kamikaze i zniszczony w pobliżu Mindoro w 1944                                                                      |
| 610      | SS „Jim Bridger”             | Jim Bridger                             | standardowy   | 22 listopada 1942    | 17 grudnia 1942      | zatopiony aby stworzyć sztuczną rafę w pobliżu Port O’Connor (Teksas) 1976                                                         |
| 611      | SS „Ezra Meeker”             | Ezra Meeker                             | standardowy   | 25 listopada 1942    | 19 grudnia 1942      | złomowany w 1969 |
| 612      | SS „Sacajawea”               | Sacagawea                               | standardowy   | 28 listopada 1942    | 22 grudnia 1942      | złomowany w 1961 |
| 613      | SS „Chief Washakie”          | Washakie                                | standardowy   | 30 listopada 1942    | 24 grudnia 1942      | sprzedany w prywatne ręce w 1947, złomowany w 1971                                                                                 |
| 614      | SS „William E. Borah”        | William E. Borah                        | standardowy   | 2 grudnia 1942       | 27 grudnia 1942      | złomowany w 1961 |
| 615      | SS „M. M. Guhin”             | M. M. Guhin                             | standardowy   | 5 grudnia 1942       | 28 grudnia 1942      | złomowany w 1973 |
| 616      | SS „Lindley M. Garrison”     | Lindley M. Garrison                     | standardowy   | 7 grudnia 1942       | 31 grudnia 1942      | złomowany w 1961 |
| 617      | SS „John W. Weeks”           | John W. Weeks                           | standardowy   | 9 grudnia 1942       | 2 stycznia 1943      | przekazany USN w 1951 jako „Du Page” (APB-51), złomowany w 1959                                                                    |
| 618      | SS „Stephen B. Elkins”       | Stephen B. Elkins                       | standardowy   | 11 grudnia 1942      | 5 stycznia 1943      | złomowany w 1961 |
| 619      | SS „Daniel S. Lamont”        | Daniel S. Lamont                        | standardowy   | 13 grudnia 1942      | 7 stycznia 1943      | złomowany w 1966 |
| 620      | SS „Alexander J. Dallas”     | Alexander J. Dallas                     | standardowy   | 15 grudnia 1942      | 9 stycznia 1943      | złomowany w 1966 |
| 621      | SS „Richard Rush”            | Richard Rush                            | standardowy   | 17 grudnia 1942      | 11 stycznia 1943     | złomowany w 1961 |
| 622      | SS „Samuel D. Ingham”        | Samuel D. Ingham                        | standardowy   | 19 grudnia 1942      | 13 stycznia 1943     | złomowany w 1962 |
| 623      | SS „George W. Campbell”      | George W. Campbell                      | standardowy   | 22 grudnia 1942      | 15 stycznia 1943     | sprzedany w prywatne ręce w 1947, złomowany w 1967                                                                                 |
| 624      | SS „William J. Duane”        | William J. Duane                        | standardowy   | 24 grudnia 1942      | 17 stycznia 1943     | złomowany w 1961 |
| 625      | SS „Thomas Ewing”            | Thomas Ewing                            | standardowy   | 27 grudnia 1942      | 19 stycznia 1943     | przekazany USN jako „Giansar” (AK-111), złomowany w 1963                                                                           |
| 626      | SS „Walter Forward”          | Walter Forward                          | standardowy   | 28 grudnia 1942      | 22 stycznia 1943     | złomowany w 1961 |
| 627      | SS „Franklin MacVeagh”       | Franklin MacVeagh                       | standardowy   | 31 grudnia 1942      | 29 stycznia 1943     | sprzedany w prywatne ręce w 1947, złomowany w 1967                                                                                 |
| 628      | SS „George M. Bibb”          | George M. Bibb                          | standardowy   | 2 stycznia 1943      | 31 stycznia 1943     | złomowany w 1962 |
| 629      | SS „Robert J. Walker”        | Robert J. Walker                        | standardowy   | 5 stycznia 1943      | 2 lutego 1943        | storpedowany i zatopiony w pobliżu Sydney w 1944                                                                                   |
| 630      | SS „William M. Meredith”     | William M. Meredith                     | standardowy   | 7 stycznia 1943      | 5 lutego 1943        | złomowany w 1960 |
| 631      | SS „Ewing Young”             | Ewing Young                             | standardowy   | 30 czerwca 1942      | 13 sierpnia 1942     | złomowany w 1959 |
| 632      | SS „Peter Cartwright"        | Peter Cartwright                        | standardowy   | 3 lipca 1942         | 15 sierpnia 1942     | złomowany w 1961 |
| 633      | SS „Brigham Young”           | Brigham Young                           | standardowy   | 10 lipca 1942        | 17 sierpnia 1942     | przekazany USN jako „Murzim” (AK-95), złomowany w 1973                                                                             |
| 634      | SS „Horace Mann”             | Horace Mann                             | standardowy   | 12 lipca 1942        | 19 sierpnia 1942     | sprzedany w prywatne ręce w 1947, złomowany w 1970                                                                                 |
| 635      | SS „Jane Addams”             | Jane Addams                             | standardowy   | 15 lipca 1942        | 22 sierpnia 1942     | sprzedany w prywatne ręce w 1947, przerobiony na część nabrzeża                                                                    |
| 636      | SS „Clara Barton”            | Clara Barton                            | standardowy   | 19 lipca 1942        | 25 sierpnia 1942     | złomowany w 1970 |
| 637      | SS „William Ellery Channing” | William Ellery Channing                 | standardowy   | 21 lipca 1942        | 27 sierpnia 1942     | złomowany w 1969 |
| 638      | SS „Wendell Phillips”        | Wendell Phillips                        | standardowy   | 24 lipca 1942        | 31 sierpnia 1942     | złomowany w 1959 |
| 639      | SS „Felipe de Neve”          | Felipe de Neve                          | standardowy   | 26 lipca 1942        | 4 września 1942      | złomowany w 1966 |
| 640      | SS „Samuel Gompers”          | Samuel Gompers                          | standardowy   | 29 lipca 1942        | 7 września 1942      | storpedowany i zatopiony w pobliżu Nowej Kaledonii w 1943                                                                          |
| 641      | SS „Horace Greeley”          | Horace Greeley                          | standardowy   | 31 lipca 1942        | 9 września 1942      | zatopiony z przestarzałą amunicją w 1966                                                                                           |
| 642      | SS „Henry Ward Beecher”      | Henry Ward Beecher                      | standardowy   | 4 sierpnia 1942      | 11 września 1942     | złomowany w 1969 |
| 643      | SS „James Gordon Bennett”    | James Gordon Bennett                    | standardowy   | 9 sierpnia 1942      | 14 września 1942     | złomowany w 1961 |
| 644      | SS „Joseph Pulitzer”         | Joseph Pulitzer                         | standardowy   | 10 sierpnia 1942     | 18 września 1942     | złomowany w 1973 |
| 645      | SS „Malcolm M. Stewart”      | Malcolm M. Stewart                      | standardowy   | 13 sierpnia 1942     | 21 września 1942     | złomowany w 1971 |
| 646      | SS „George A. Custer”        | George A. Custer                        | standardowy   | 15 sierpnia 1942     | 23 września 1942     | złomowany w 1961 |
| 647      | SS „George G. Meade”         | George G. Meade                         | standardowy   | 17 sierpnia 1942     | 25 września 1942     | storpedowany w pobliżu Paramaibo w 1943, naprawiony i sprzedany w prywatne ręce, złomowany w 1969                                  |
| 648      | SS „Booker T. Washington”    | Booker T. Washington                    | standardowy   | 19 sierpnia 1942     | 29 września 1942     | statek z czarnoskórymi oficerami, złomowany w 1969                                                                                 |
| 649      | SS „FitzJohn Porter”         | FitzJohn Porter                         | standardowy   | 22 sierpnia 1942     | 27 września 1942     | storpedowany i zatopiony in the South Atlantic 1943                                                                                |
| 650      | SS „James B. McPherson”      | James B. McPherson                      | standardowy   | 25 sierpnia 1942     | 4 października 1942  | złomowany w 1962 |
| 651      | SS „Samuel Heintzelman”      | Samuel Heintzelman                      | standardowy   | 27 sierpnia 1942     | 30 września 1942     | storpedowany i zatopiony na Oceanie Indyjskim w 1943                                                                               |
| 652      | SS „John Sedgwick”           | John Sedgwick                           | standardowy   | 31 sierpnia 1942     | 7 października 1942  | złomowany w 1963 |
| 653      | SS „William Lloyd Garrison”  | William Lloyd Garrison                  | standardowy   | 4 września 1942      | 9 października 1942  | złomowany w 1959 |
| 654      | SS „Smith Thompson”          | Smith Thompson                          | standardowy   | 7 września 1942      | 11 października 1942 | złomowany w 1963 |
| 655      | SS „Joseph Story”            | Joseph Story                            | standardowy   | 9 września 1942      | 15 października 1942 | złomowany w 1963 |
| 656      | SS „Gabriel Duvall”          | Gabriel Duvall                          | standardowy   | 11 września 1942     | 13 października 1942 | złomowany w 1962 |
| 657      | SS „Henry Baldwin”           | Henry Baldwin                           | standardowy   | 13 września 1942     | 18 października 1942 | złomowany w 1970 |
| 658      | SS „Brockholst Livingston”   | Brockholst Livingston                   | standardowy   | 18 września 1942     | 21 października 1942 | ciężko uszkodzony w pobliżu Okinawy w 1942 i złomowany                                                                             |
| 659      | SS „Thomas Johnson”          | Thomas Johnson                          | standardowy   | 21 września 1942     | 24 października 1942 | sprzedany w prywatne ręce w 1947, złomowany w 1968                                                                                 |
| 660      | SS „Philip P. Barbour”       | Philip P. Barbour                       | standardowy   | 23 września 1942     | 26 października 1942 | złomowany w 1971 |
| 661      | SS „Peter V. Daniel”         | Peter V. Daniel                         | standardowy   | 25 września 1942     | 28 października 1942 | złomowany w 1963 |
| 662      | SS „Samuel Nelson”           | Samuel Nelson                           | standardowy   | 27 września 1942     | 30 października 1942 | złomowany w 1964 |
| 663      | SS „Robert C. Grier”         | Robert C. Grier                         | standardowy   | 29 września 1942     | 31 października 1942 | złomowany w 1966 |
| 664      | SS „Benjamin R. Curtis”      | Benjamin R. Curtis                      | standardowy   | 30 września 1942     | 3 listopada 1942     | sprzedany w prywatne ręce w 1947, zniszczony przez wybuch w 1947                                                                   |
| 665      | SS „Marion McKinley Bovard”  | Marion McKinley Bovard                  | standardowy   | 4 października 1942  | 5 listopada 1942     | złomowany w 1960 |
| 666      | SS „Stephen M. White”        | Stephen M. White                        | standardowy   | 7 października 1942  | 9 listopada 1942     | złomowany w 1967 |
| 667      | SS „William Eaton”           | William Eaton                           | standardowy   | 9 października 1942  | 7 listopada 1942     | zniszczony i opuszczony w 1952 |
| 668      | SS „Lincoln Steffens”        | Lincoln Steffens                        | standardowy   | 11 października 1942 | 14 listopada 1942    | złomowany w 1971 |
| 669      | SS „Hubert Howe Bancroft”    | Hubert Howe Bancroft                    | standardowy   | 13 października 1942 | 11 listopada 1942    | sprzedany w prywatne ręce w 1947, złomowany w 1967                                                                                 |
| 670      | SS „James W. Marshall”       | James W. Marshall                       | standardowy   | 15 października 1942 | 16 listopada 1942    | zbombardowany w pobliżu Salerno w 1943, podniesiony, zatopiony jako falochron w pobliżu Normandii w 1944                           |
| 671      | SS „George Chaffey”          | George Chaffey                          | standardowy   | 18 października 1942 | 18 listopada 1942    | przekazany USN jako YAG, złomowany w 1972                                                                                          |
| 672      | SS „Frank Joseph Irwin”      | Frank Joseph Irwin                      | standardowy   | 21 października 1942 | 21 listopada 1942    | złomowany w 1970 |
| 673      | SS „Helen Hunt Jackson”      | Helen Hunt Jackson                      | standardowy   | 24 października 1942 | 23 listopada 1942    | złomowany w 1971 |
| 674      | SS „Abel Stearns”            | Abel Stearns                            | standardowy   | 26 października 1942 | 25 listopada 1942    | złomowany w 1966 |
| 675      | SS „Benjamin Ide Wheeler”    | Benjamin Ide Wheeler                    | standardowy   | 28 października 1942 | 27 listopada 1942    | trafiony przez kamikaze w pobliżu Leyte w 1944, podniesiony z dna, złomowany w 1948                                                |
| 676      | SS „Amos G. Throop”          | Amos G. Throop                          | standardowy   | 30 października 1942 | 28 listopada 1942    | złomowany w 1968 |
| 677      | SS „William Mulholland”      | William Mulholland                      | standardowy   | 31 października 1942 | 1 grudnia 1942       | złomowany w 1962 |
| 678      | SS „Gaspar de Portola”       | Gaspar de Portolà                       | standardowy   | 3 listopada 1942     | 4 grudnia 1942       | ciężko uszkodzony na Karaibach w 1943, wyremontowany i zamieniony na hulk, złomowany w 1948                                        |
| 679      | SS „Luis Arguello”           | Luis Arguello                           | standardowy   | 5 listopada 1942     | 9 grudnia 1942       | złomowany w 1960 |
| 680      | SS „Sebastian Viscaino”      | Sebastián Vizcaíno                      | standardowy   | 7 listopada 1942     | 7 grudnia 1942       | złomowany w 1961 |
| 681      | SS „King S. Woolsey”         | King S. Woolsey                         | standardowy   | 9 listopada 1942     | 13 grudnia 1942      | sprzedany w prywatne ręce w 1947, złomowany w 1969                                                                                 |
| 682      | SS „Archbishop Lamy”         | Jean Baptiste Lamy, arcybiskup Santa Fe | standardowy   | 11 listopada 1942    | 12 grudnia 1942      | złomowany w 1964 |
| 683      | SS „John Bidwell”            | John Bidwell                            | standardowy   | 14 listopada 1942    | 19 grudnia 1942      | złomowany w 1960 |
| 684      | SS „Louis McLane”            | Louis McLane                            | standardowy   | 16 listopada 1942    | 17 grudnia 1942      | złomowany w 1966 |
| 685      | SS „Hugh S. Legare”          | Hugh S. Legaré                          | standardowy   | 18 listopada 1942    | 22 grudnia 1942      | złomowany w 1959 |
| 686      | SS „James Buchanan”          | James Buchanan                          | standardowy   | 21 listopada 1942    | 23 grudnia 1942      | sprzedany w prywatne ręce w 1947, złomowany w 1969                                                                                 |
| 687      | SS „John M. Clayton”         | John M. Clayton                         | standardowy   | 23 listopada 1942    | 27 grudnia 1942      | zbombardowany w pobliżu Mindoro w 1945, wyrzucony na brzeg i naprawiony, przekazany USN jako „Harcourt” (IX-225), złomowany w 1962 |
| 688      | SS „William L. Marcy”        | William L. Marcy                        | standardowy   | 25 listopada 1942    | 28 grudnia 1942      | storpedowany w kanale La Manche w 1944, uratowany, zatopiony z nadmiarową amunicją w 1948                                          |
| 689      | SS „Lewis Cass”              | Lewis Cass                              | standardowy   | 27 listopada 1942    | 29 grudnia 1942      | ciężko uszkodzony i opuszczony w pobliżu Meksyku w 1943                                                                            |
| 690      | SS „Jeremiah S. Black”       | Jeremiah S. Black                       | standardowy   | 28 listopada 1942    | 30 grudnia 1942      | złomowany w 1963 |
| 691      | SS „Elihu B. Washburne”      | Elihu B. Washburne                      | standardowy   | 1 grudnia 1942       | 31 grudnia 1942      | storpedowany i zatopiony w pobliżu Brazylii w 1943                                                                                 |
| 692      | SS „Harrison Gray Otis”      | Harrison Gray Otis                      | standardowy   | 4 grudnia 1942       | 3 stycznia 1943      | wszedł na minę w pobliżu Gibraltaru w 1943 i wyrzucony na brzeg, złomowany w 1949                                                  |
| 693      | SS „Joseph H. Hollister”     | Joseph H. Hollister                     | standardowy   | 7 grudnia 1942       | 5 stycznia 1943      | złomowany w 1966 |
| 694      | SS „Phoebe A. Hearst”        | Phoebe A. Hearst                        | standardowy   | 9 grudnia 1942       | 7 stycznia 1943      | storpedowany i zatopiony w pobliżu Fiji w 1943                                                                                     |
| 695      | SS „Zane Grey”               | Zane Grey                               | standardowy   | 12 grudnia 1942      | 9 stycznia 1943      | zatopiony aby stworzyć sztuczną rafę w pobliżu Karoliny Północnej w 1974                                                           |
| 696      | SS „Pio Pico”                | Pio Pico                                | standardowy   | 13 grudnia 1942      | 11 stycznia 1943     | złomowany w 1960 |
| 697      | SS „John Drake Sloat”        | John Drake Sloat                        | standardowy   | 17 grudnia 1942      | 12 stycznia 1943     | złomowany w 1960 |
| 698      | SS „Carlos Carrillo”         | Carlos Carrillo                         | standardowy   | 19 grudnia 1942      | 15 stycznia 1943     | złomowany w 1963 |
| 699      | SS „William S. Young”        | William S. Young                        | standardowy   | 22 grudnia 1942      | 18 stycznia 1943     | sprzedany w prywatne ręce w 1947, zniszczony i opuszczony w 1964                                                                   |
| 700      | SS „George E. Hale”          | George E. Hale                          | standardowy   | 23 grudnia 1942      | 19 stycznia 1943     | złomowany w 1961 |
| 701      | SS „Thomas Nast”             | Thomas Nast                             | standardowy   | 27 grudnia 1942      | 21 stycznia 1943     | przekazany ZSRR w 1944 jako „Jean Jaures” („Жан Жорес”), złomowany w 1974                                                          |
| 702      | SS „Samuel P. Langley”       | Samuel P. Langley                       | standardowy   | 28 grudnia 1942      | 24 stycznia 1943     | przekazany ZSRR w 1944 jako „Wojkow” („Войков”), przerobiony na hulk w 1977                                                        |
| 703      | SS „James Robertson”         | James Robertson                         | standardowy   | 29 grudnia 1942      | 26 stycznia 1943     | storpedowany i zatopiony w pobliżu Brazylii w 1943                                                                                 |
| 704      | SS „William J. Worth”        | William J. Worth                        | standardowy   | 30 grudnia 1942      | 28 stycznia 1943     | złomowany w 1967 |
| 705      | SS „Howard Stansbury”        | Howard Stansbury                        | standardowy   | 31 grudnia 1942      | 30 stycznia 1943     | złomowany w 1961 |
| 706      | SS „Robert Stuart”           | Robert Stuart                           | standardowy   | 3 stycznia 1943      | 31 stycznia 1943     | złomowany w 1961 |
| 707      | SS „William Dunbar”          | William Dunbar                          | standardowy   | 5 stycznia 1943      | 2 lutego 1943        | sprzedany w prywatne ręce w 1947, zatopiony w 1951                                                                                 |
| 708      | SS „George C. Yount”         | George C. Yount                         | standardowy   | 7 stycznia 1943      | 4 lutego 1943        | przekazany USN jako „Ascella” (AK-137), złomowany w 1964                                                                           |
| 709      | SS „Solomon Juneau”          | Solomon Juneau                          | standardowy   | 9 stycznia 1943      | 6 lutego 1943        | storpedowany w pobliżu Boulogne w 1945, złomowany w 1962                                                                           |
| 710      | SS „Edmund Fanning”          | Edmund Fanning                          | standardowy   | 11 stycznia 1943     | 8 lutego 1943        | eksplodował i został złomowany w 1947                                                                                              |
| 711      | SS „Phineas Banning”         | Phineas Banning                         | standardowy   | 12 stycznia 1943     | 9 lutego 1943        | złomowany w 1967 |
| 712      | SS „Edmund Randolph”         | Edmund Randolph                         | standardowy   | 15 stycznia 1943     | 12 lutego 1943       | złomowany w 1966 |
| 713      | SS „Edward Livingston”       | Edward Livingston                       | standardowy   | 19 stycznia 1943     | 13 lutego 1943       | złomowany w 1966 |
| 714      | SS „Josiah Royce”            | Josiah Royce                            | standardowy   | 20 stycznia 1943     | 16 lutego 1943       | złomowany w 1966 |
| 715      | SS „Daniel Drake”            | Daniel Drake                            | standardowy   | 21 stycznia 1943     | 18 lutego 1943       | złomowany w 1959 |
| 716      | SS „Benjamin Lundy”          | Benjamin Lundy                          | standardowy   | 24 stycznia 1943     | 20 lutego 1943       | złomowany w 1962 |
| 717      | SS „Theodore Dwight Weld”    | Theodore Dwight Weld                    | standardowy   | 26 stycznia 1943     | 23 lutego 1943       | storpedowany i zatopiony w pobliżu Irlandii w 1943                                                                                 |
| 718      | SS „Theodore Parker”         | Theodore Parker                         | standardowy   | 28 stycznia 1943     | 24 lutego 1943       | zatopiony aby stworzyć sztuczną rafę w pobliżu North Carolina 1974                                                                 |
| 719      | SS „James G. Birney”         | James G. Birney                         | standardowy   | 30 stycznia 1943     | 27 lutego 1943       | złomowany w 1967 |
| 720      | SS „Lydia M. Child”          | Lydia M. Child                          | standardowy   | 31 stycznia 1943     | 28 lutego 1943       | storpedowany i zatopiony w pobliżu Newcastle NSW w 1943                                                                            |
| 721      | SS „Rachel Jackson”          | Rachel Jackson                          | standardowy   | 2 lutego 1943        | 2 marca 1943         | zatopiony aby stworzyć sztuczną rafę w pobliżu Port Mansfield TX 1976                                                              |
| 722      | SS „Maria Mitchell”          | Maria Mitchell                          | standardowy   | 4 lutego 1943        | 4 marca 1943         | złomowany w 1971 |
| 723      | SS „Margaret Fuller”         | Margaret Fuller                         | standardowy   | 6 lutego 1943        | 6 marca 1943         | złomowany w 1967 |
| 724      | SS „William B. Allison”      | William B. Allison                      | standardowy   | 8 lutego 1943        | 8 marca 1943         | storpedowany w pobliżu Okinawy w 1945, przekazany USN jako „Gamage” (IX 227), złomowany w 1948                                     |
| 725      | SS „Ansel Briggs”            | Ansel Briggs                            | standardowy   | 9 lutego 1943        | 10 marca 1943        | przekazany USN jako „Mintaka” (AK-94), złomowany w 1968                                                                            |
| 726      | SS „Alice F. Palmer”         | Alice F. Palmer                         | standardowy   | 12 lutego 1943       | 12 marca 1943        | storpedowany i zatopiony w pobliżu Mozambiku w 1943                                                                                |
| 727      | SS „James M. Goodhue”        | James M. Goodhue                        | standardowy   | 15 lutego 1943       | 15 marca 1943        | sprzedany w prywatne ręce w 1947, zniszczony i opuszczony w 1966                                                                   |
| 728      | SS „Henry H. Sibley”         | Henry H. Sibley                         | standardowy   | 17 lutego 1943       | 16 marca 1943        | sprzedany w prywatne ręce w 1947, złomowany w 1968                                                                                 |
| 729      | SS „Henry M. Rice”           | Henry Mower Rice                        | standardowy   | 18 lutego 1943       | 17 marca 1943        | złomowany w 1963 |
| 730      | SS „John S. Pillsbury”       | John S. Pillsbury                       | standardowy   | 20 lutego 1943       | 19 marca 1943        | złomowany w 1968 |
| 731      | SS „Knute Nelson”            | Knute Nelson                            | standardowy   | 24 lutego 1943       | 22 marca 1943        | złomowany w 1970 |
| 732      | SS „James B. Weaver”         | James B. Weaver                         | standardowy   | 24 lutego 1943       | 23 marca 1943        | złomowany w 1965 |
| 733      | SS „Simon Newcomb”           | Simon Newcomb                           | standardowy   | 27 lutego 1943       | 26 marca 1943        | złomowany w 1959 |
| 734      | SS „Amy Lowell”              | Amy Lowell                              | standardowy   | 28 lutego 1943       | 27 marca 1943        | sprzedany w prywatne ręce w 1947, złomowany w 1967                                                                                 |
| 735      | SS „William G. Fargo”        | William G. Fargo                        | standardowy   | 2 marca 1943         | 29 marca 1943        | sprzedany w prywatne ręce w 1947, złomowany w 1967                                                                                 |
| 736      | SS „William James”           | William James                           | standardowy   | 4 marca 1943         | 31 marca 1943        | złomowany w 1963 |
| 737      | SS „Jacques Cartier”         | Jacques Cartier                         | standardowy   | 6 marca 1943         | 2 kwietnia 1943      | złomowany w 1962 |
| 738      | SS „Stanford White”          | Stanford White                          | standardowy   | 9 marca 1943         | 5 kwietnia 1943      | przekazany US Army jako „Poppy” (AH), złomowany w 1974                                                                             |
| 739      | SS „Benjamin N. Cardozo”     | Benjamin N. Cardozo                     | standardowy   | 10 marca 1943        | 5 kwietnia 1943      | przekazany USN jako „Serpens” (AK-97), eksplodował w pobliżu Guadalcanal i zatopiony w 1945                                        |
| 740      | SS „James Hoban”             | James Hoban                             | standardowy   | 12 sierpnia 1942     | 21 października 1942 | złomowany w 1961 |
| 741      | SS „Clark Mills”             | Clark Mills                             | standardowy   | 5 września 1942      | 10 listopada 1942    | trafiony torpedą lotniczą w pobliżu Bizerty w 1944, podniesiony, złomowany w 1949                                                  |
| 742      | SS „Benjamin H. Latrobe”     | Benjamin H. Latrobe                     | standardowy   | 15 września 1942     | 17 listopada 1942    | sprzedany w prywatne ręce w 1947, złomowany w 1968                                                                                 |
| 743      | SS „Simon Willard”           | Simon Willard                           | standardowy   | 12 października 1942 | 7 grudnia 1942       | złomowany w 1970 |
| 744      | SS „Colin P. Kelly Jr.”      | Colin P. Kelly Jr.                      | standardowy   | 22 października 1942 | 13 grudnia 1942      | wszedł na minę w pobliżu Belgii w 1945, złomowany w 1948                                                                           |
| 745      | SS „William C. Gorgas”       | William C. Gorgas                       | standardowy   | 11 listopada 1942    | 3 stycznia 1943      | storpedowany i zatopiony in the North Atlantic, 1943                                                                               |
| 746      | SS „Lawton B. Evans”         | Lawton B. Evans                         | standardowy   | 18 listopada 1942    | 13 stycznia 1943     | złomowany w 1960 |
| 747–750  |                              |                                         |               |                      |                      | nieprzydzielone |